# Hipoteza očekivane korisnosti
Hipoteza očekivane korisnosti je temeljna pretpostavka u matematičkoj ekonomiji koja se tiče donošenja odluka u uslovima neizvesnosti. Ona postulira da racionalni agenti maksimiziraju korisnost, što znači subjektivnu poželjnost svojih akcija. Teorija racionalnog izbora, kamen temeljac mikroekonomije, gradi ovaj postulat za modelovanje agregatnog društvenog ponašanja.
Hipoteza očekivane korisnosti kaže da agent bira između rizičnih prospekata tako što upoređuje očekivane vrednosti korisnosti (tj. ponderisani zbir sabiranja odgovarajućih vrednosti korisnosti isplata pomnoženih njihovim verovatnoćama). Sumirana formula za očekivanu korisnost je {\displaystyle U(p)=\sum u(x_{k})p_{k}} gde je {\displaystyle p_{k}} je verovatnoća da se ostvari rezultat indeksiran sa {\displaystyle k} sa isplatom {\displaystyle x_{k}}, a funkcija u izražava korisnost svake odgovarajuće isplate. Grafički zakrivljenost funkcije u prikazuje agentov stav prema riziku.
Standardne uslužne funkcije predstavljaju redne preferencije. Hipoteza očekivane korisnosti nameće ograničenja funkciji korisnosti i čini korisnost kardinalnom.
Iako je hipoteza očekivane korisnosti standardna u ekonomskom modelovanju, utvrđeno je da biva prekršena u psihološkim eksperimentima. Dugi niz godina psiholozi i ekonomski teoretičari razvijaju nove teorije da objasne ove nedostatke. To uključuje teoriju perspektiva, očekivanu korisnost zavisnu od ranga i teoriju kumulativne perspektive i ograničenu racionalnost.

## Literatura
- Anand P (1993). Foundations of Rational Choice Under Risk. Oxford: Oxford University Press. ISBN 978-0-19-823303-9.
- Arrow KJ (1963). „Uncertainty and the Welfare Economics of Medical Care”. American Economic Review. 53: 941—73.
- de Finetti B (септембар 1989). „Probabilism: A Critical Essay on the Theory of Probability and on the Value of Science (translation of 1931 article)”. Erkenntnis. 31.
- de Finetti B (1937). „La Prévision: ses lois logiques, ses sources subjectives”. Annales de l'Institut Henri Poincaré.

de Finetti B (1964). „Foresight: its Logical Laws, Its Subjective Sources (translation of the 1937 article in French”.  Ур.: Kyburg HE, Smokler HE. Studies in Subjective Probability. 7. New York: Wiley. стр. 1—68.
- de Finetti B (1974). Theory of Probability. Превод: Smith AF. New York: Wiley.
- Morgenstern O (1976). „Some Reflections on Utility”.  Ур.: Andrew Schotter. Selected Economic Writings of Oskar Morgenstern. New York University Press. стр. 65–70. ISBN 978-0-8147-7771-8.
- Peirce CS, Jastrow J (1885). „On Small Differences in Sensation”. Memoirs of the National Academy of Sciences. 3: 73—83.
- Pfanzagl J (1967). „Subjective Probability Derived from the Morgenstern-von Neumann Utility Theory”.  Ур.: Martin Shubik. Essays in Mathematical Economics In Honor of Oskar Morgenstern. Princeton University Press. стр. 237–251.
- Pfanzagl J, Baumann V, Huber H (1968). „Events, Utility and Subjective Probability”. Theory of Measurement. Wiley. стр. 195–220.
- Plous S (1993). „Chapter 7 (specifically) and 8, 9, 10, (to show paradoxes to the theory)”. The psychology of judgment and decision making.
- Ramsey RP (1931). „Chapter VII: Truth and Probability” (PDF). The Foundations of Mathematics and other Logical Essays. Архивирано из оригинала (PDF) 2006-10-14. г.
- Schoemaker PJ (1982). „The Expected Utility Model: Its Variants, Purposes, Evidence and Limitations”. Journal of Economic Literature. 20: 529—563.
- Davidson D, Suppes P, Siegel S (1957). Decision-Making: An Experimental Approach. Stanford University Press.
- Aase KK (2001). „On the St. Petersburg Paradox.”. Scandinavian Actuarial Journal. 2001 (1): 69—78. S2CID 14750913. doi:10.1080/034612301750077356.
- Briggs RA (2019). „Normative Theories of Rational Choice: Expected Utility”.  Ур.: Zalta EN. The Stanford Encyclopedia of Philosophy.
- Hacking I (1980). „Strange Expectations”. Philosophy of Science. 47 (4): 562—567. S2CID 224830682. doi:10.1086/288956.
- Peters O (2011) [1956]. „The time resolution of the St Petersburg paradox”. Philosophical Transactions of the Royal Society A: Mathematical, Physical and Engineering Sciences. 369 (1956): 4913—4931. Bibcode:2011RSPTA.369.4913P. PMC 3270388 . PMID 22042904. arXiv:1011.4404 . doi:10.1098/rsta.2011.0065.
- Schoemaker PJ (1980). „Experiments on Decisions under Risk: The Expected Utility Hypothesis.”. Experiments on Decisions under Risk.